# دان کلارک (بازیکن فوتبال)
دان کلارک (انگلیسی: Don Clark; ۲۵ اکتبر ۱۹۱۷ – ۲۱ اوت ۲۰۱۴) بازیکن فوتبال اهل بریتانیا بود.
از باشگاه‌هایی که در آن بازی کرده‌است می‌توان به باشگاه فوتبال بریستول سیتی اشاره کرد.